# ブロークンシティ
『ブロークンシティ』（Broken City）は、2012年制作のアメリカ合衆国のネオ・ノワール、クライム・サスペンス映画。
ヒューズ兄弟の弟、アレン・ヒューズが初めて単独で制作した作品である。

## あらすじ
市長選挙を目前に控えたニューヨーク。元ニューヨーク市警察刑事の探偵ビリー・タガートは、現職市長のホステラーに呼び出され、妻キャサリンの浮気調査を依頼される。実はビリーは、7年前に刑事を辞める原因となった、ある事件についてホステラーに秘密を握られており、ビリーもまた、それに関するホステラーの秘密を握っていた。
調査の結果、キャサリンの浮気相手は、ホステラーの対立候補ヴァリアントの選挙参謀を務めるアンドリュースである事が判明する。キャサリンはビリーに単なる浮気調査依頼のはずがないと忠告するが、ビリーはホステラーに結果を報告して調査を終える。
ところが数日後、そのアンドリュースが何者かに殺され、ビリーは窮地に立たされてしまう。すべてはホステラーの仕組んだ陰謀である事を知ったビリーは、反撃に立ち上がる。

## キャスト
※括弧内は日本語吹替
- ビリー・タガート - マーク・ウォールバーグ（咲野俊介）

元ニューヨーク市警察刑事。とある事件を起こして警察を辞職。その後は私立探偵となるが経営は上手くいっていない。
- ニコラス・ホステラー - ラッセル・クロウ（山路和弘）

市長。私立探偵となったビリーに妻の浮気調査の仕事を依頼する。
- キャサリン・ホステラー - キャサリン・ゼタ＝ジョーンズ（深見梨加）

ニコラスの妻。不祥事をしている夫の調査をしている。
- コリン・フェアバンクス - ジェフリー・ライト（楠大典）

警察署長。
- ジャック・ヴァリアント - バリー・ペッパー（宮本充）

ニコラスの対立候補。選挙対策本部長。
- ケイティ・ブラッドショー - アロナ・タル（原島梢）

ビリーの助手。
- ナタリー・バロー - ナタリー・マルティネス（岡田恵）

ビリーの恋人。女優でもあり、低予算ながら主役もしている。強姦されたことがある妹がいるが実は、その妹を強姦した犯人がビリーが射殺した人物。
- トニー・ジェンセン - マイケル・ビーチ
- ポール・アンドリュース - カイル・チャンドラー（鈴木雄二）

ヴァリアントの参謀。キャサリンの浮気相手。
- トッド・ランカスター - ジェームズ・ランソン（中島ヨシキ）

ポールの友人。
- サム・ランカスター - グリフィン・ダン（樫井笙人）

トッドの父親。
- ライアン・ブレイク - ジャスティン・チェンバース